# Газоконденсатное месторождение Арун
Арун — газоконденсатное месторождение на северном окончании индонезийского острова Суматра в провинции Ачех. В геологическом отношении оно находится в пределах Северо-Суматранской впадины. Географически расположено в 225 км к северо-западу от города Медан.
Месторождение Арун было обнаружено по результатам сейсмических исследований в начале 70-х годов XX века. В 1971 году при бурении скважины Арун-1 была найдена газоконденсатная залежь мощностью 329 м на глубине 2870 м. Запасы газа месторождения оцениваются в 380 млрд м³.